# Église Saint-François-Xavier de Quairading
Pour les articles homonymes, voir Église Saint-François-Xavier.
L’église Saint-François-Xavier (anglais : St. Francis Xavier Church) est un édifice religieux catholique de la première moitié du XXe siècle situé à Quairading, en Australie.

## Situation et accès
L’édifice est situé au croisement de la rue Heggerty (anglais : Heggerty Street) et de la rue McLennan (anglais : McLennan Street), au nord-ouest de la localité de Quairading, et plus largement vers le centre la région de Wheatbelt.

## Histoire

### Édification
La construction de l’église coûte 1 329 livres australiennes.

### Dédicace
La cérémonie de dédicace et d’ouverture a lieu le 27 décembre 1936, dans l’après-midi, à l’extérieur de l’église. Menée par l’archevêque Redmond Prendiville (en), environ 200 personnes y assistent. Une pierre commémorative de cet événement est également dévoilée.